# 锦绣街道 (黔西市)
锦绣街道是中华人民共和国贵州省毕节市黔西市下辖的一个街道办事处。

## 行政区划
锦绣街道下辖以下村级行政区划单位：
锦绣社区、金凤社区、新民社区。